# Carnaby Street
Carnaby Street es una calle peatonal de carácter comercial situada en el Soho en la Ciudad de Westminster, Londres (Inglaterra). Ubicada cerca de Oxford Street y Regent Street, contiene numerosas tiendas de moda, incluidas un gran número de boutiques independientes.
Las calles que se cruzan o se encuentran con Carnaby Street son, de sur a norte, Beak Street, Broadwick Street, Kingly Court, Ganton Street, Marlborough Court, Lowndes Court, Fouberts Place, Little Marlborough Street y Great Marlborough Street. La estación más cercana del Metro de Londres es Oxford Circus (en las líneas Bakerloo, Central y Victoria).

## Historia
El nombre de Carnaby Street procede de Karnaby House, una casa que fue construida en 1683 al este de la calle actual. El origen de este nombre es desconocido. La calle fue trazada probablemente en 1685 o 1686, y aparece por primera vez en los libros de impuestos en 1687. En 1690 ya estaba casi completamente urbanizada con pequeñas casas. En la década de 1820 se construyó aquí un mercado. En su novela Sybil de 1845, Benjamin Disraeli menciona un «carnicero famoso en el mercado de Carnaby».
Esta zona es conocida por una epidemia de cólera de 1854 que provocó una de las primeras aplicaciones de los principios fundamentales de la epidemiología para resolverla. El médico John Snow se dio cuenta de que los casos se concentraban en torno a un pozo contaminado con heces en Broad Street y comunicó su descubrimiento en un mapa. Esto hizo que se cerrara el pozo y tras esto la reducción de los casos de cólera fue rápida.

### Siglo XX

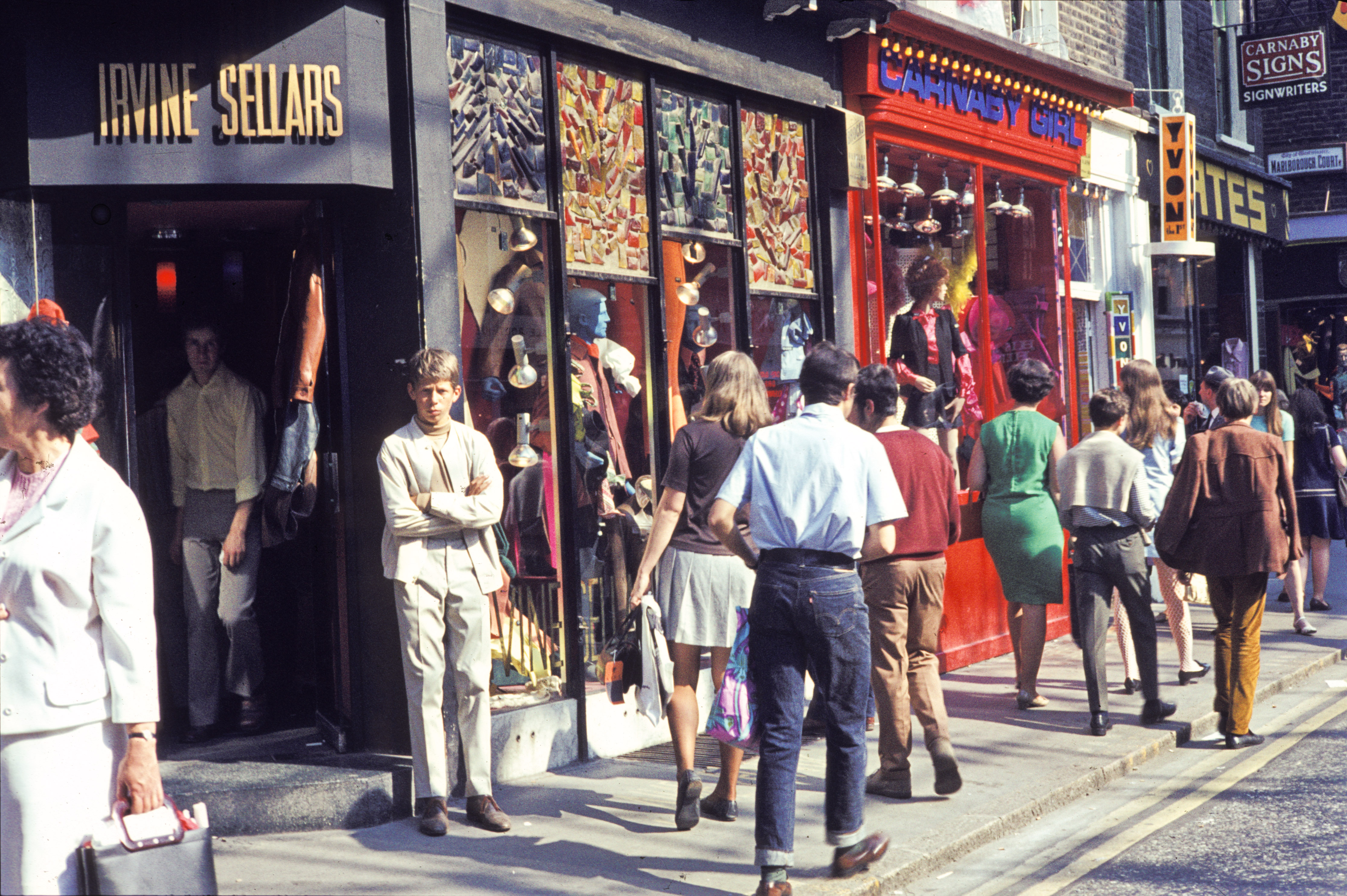
Irvine Sellars y otras boutiques en Carnaby Street (1968).

En 1934, Amy Ashwood Garvey y Sam Manning fundaron en el número 50 el Florence Mills Social Club, un club de jazz que se convirtió en un lugar de encuentro para los partidarios del panafricanismo.
La primera boutique de la calle, His Clothes, fue inaugurada por John Stephen en 1957 después de que se incendiara su tienda de Beak Street, y fue seguida por I Was Lord Kitchener's Valet, Gear, Lady Jane, Mates, Ravel y otras. A la vuelta de la esquina en Kingly Street, Tommy Roberts abrió su tienda de regalos Kleptomania. Se trasladó a Carnaby Street en 1967 y posteriormente hizo fama en King's Road (Chelsea) con su tienda Mr. Freedom.
En los años sesenta, Carnaby Street era popular entre los seguidores de los estilos mod y hippie. Tenían tiendas en la calle muchas boutiques independientes de moda como Ariella y diseñadores como Mary Quant, Marion Foale, Sally Tuffin, Lord John, Merc, Take Six e Irvine Sellars, y abrieron varios bares musicales subterráneos como The Roaring Twenties en las calles de los alrededores. Bandas como los Small Faces, The Who y The Rolling Stones acudieron a la zona para trabajar (en el legendario Marquee Club situado a la vuelta de la esquina en Wardour Street), comprar y relacionarse, y de esta manera se convirtió en uno de los lugares más importantes asociados con el Swinging London de los años sesenta.
La importancia de Carnaby Street en el Swinging London irrumpió en la atención pública norteamericana e internacional con la publicación el 15 de abril de 1966 de la portada de la revista Time y un artículo que ensalzaba el papel de esta calle:

Quizá nada ilustra mejor el nuevo Swinging London que la estrecha Carnaby Street, de tres manzanas de longitud, que está repleta de boutiques de moda donde los chicos y chicas compran sus ropas...

En octubre de 1973, el Greater London Council peatonalizó la calle. El acceso de los vehículos está restringido entre las once de la mañana y las ocho de la tarde. Una comparación del número de peatones que entraban en la zona antes y después de la peatonalización mostró que se había producido un aumento del 30 % en el flujo de peatones. A principios de 2010 se lanzó una campaña que pedía la peatonalización de la zona contigua del Soho.
El Westminster City Council erigió dos placas verdes, una en el 1 de Carnaby Street dedicada al empresario de la moda John Stephen, que empezó la revolución mod, y otra en el 52/55 Carnaby Street, dedicada al banda de rock mod The Small Faces y su mánager Don Arden.

## Impacto cultural

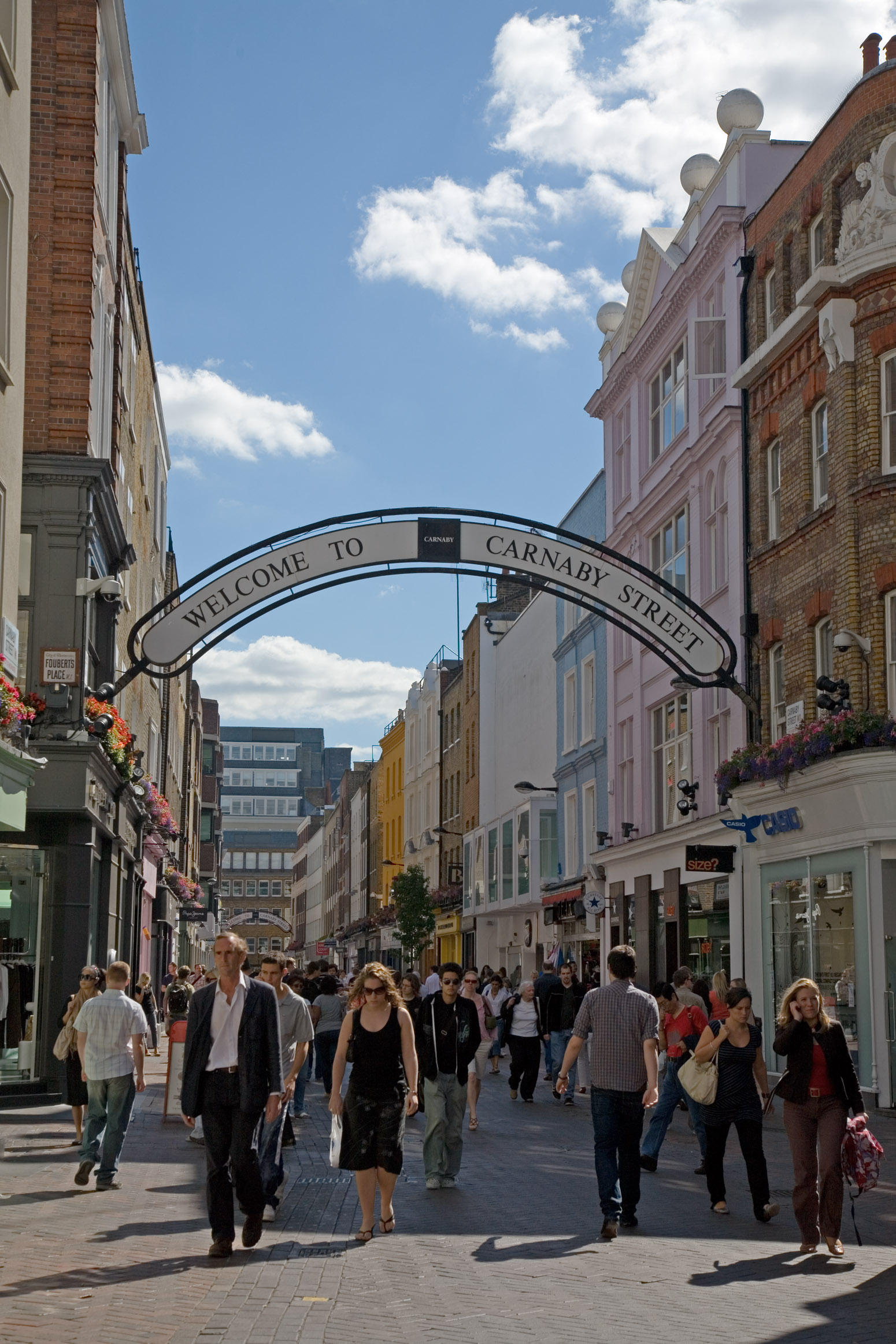
Carnaby Street en 2006.

En 1966 John Stephen inauguró la primera boutique de ropa para mujeres en la calle, llamada TreCamp.
Carnaby Street fue satirizada por The Kinks en su éxito de 1966, Dedicated Follower of Fashion, cuya letra contiene la línea Everywhere the Carnabetian Army marches on, each one a dedicated follower of fashion («Donde quiera que el ejército de Carnaby vaya, cada uno es un dedicado seguidor de la moda»).
La calle fue mencionada en la película de 1967 Smashing Time. Una de las canciones, Carnaby Street, contiene la letra You'll pay for the gear on display to appear on the scene/ It's no good being mean/ They'll have your every bean.
En 1969, Peggy March grabó un álbum llamado In der Carnaby Street, con una canción del mismo nombre.
En 1970, en la antología Nueve novísimos poetas españoles, se incluye el poemario Así se fundó Carnaby Street del poeta Leopoldo María Panero.
Una canción de The Jam, Carnaby Street, fue escrita por el bajista Bruce Foxton. Era la cara B del sencillo All Around the World.
En el episodio The Regina Monologues de la temporada 15 de Los Simpsons aparece Carnaby Street.
Carnaby Street the Musical abrió sus puertas en 2013. El espectáculo está ambientado en los años sesenta.